# سان‌لایف
سان‌لایف (انگلیسی: SunLife) شرکت بیمه بریتانیایی است، که در سال ۱۸۱۰ تأسیس شد.